# Synagoge (Schneidemühl)

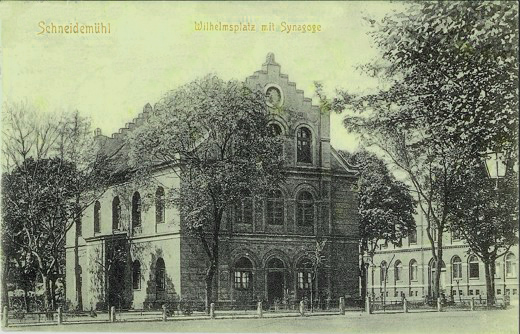
Synagoge in Schneidemühl (um 1920)

Die Synagoge in Schneidemühl (polnisch Piła), heute eine polnische Stadt in der Woiwodschaft Großpolen, wurde 1840/41 errichtet, nachdem der Vorgängerbau Opfer eines Stadtbrandes wurde.
Die Synagoge stand am Wilhelmsplatz gegenüber dem Hauptpostamt.
Beim Novemberpogrom 1938 wurde die Synagoge in Brand gesetzt und zerstört.